# نهر مارانيون
نهر مارانيون (بالإسبانية : ريو مارانيون) يرتفاع حوالي 160 كيلومتر إلى الشمال الشرقي من ليما، بيرو، من خلال تدفقات الوأديان في جبال الأنديز بعمق يتآكل في اتجاه الشمال الغربي، على طول قاعدة الشرقية من كورديليرا من جبال الأنديز، بقدر 5 درجات خط العرض 36 'جنوب، ثم يجعل منعطف كبير إلى الشمال الشرقي، ويمر عبر جبال الأنديز الداخلية، وحتى مانسريتشس دي بونغو, فيتدفق عبر السهول. بعد التقاء مع نهر أوكايالي، فنظرياً يعتبر النهر جزء من نهر الأمازون.

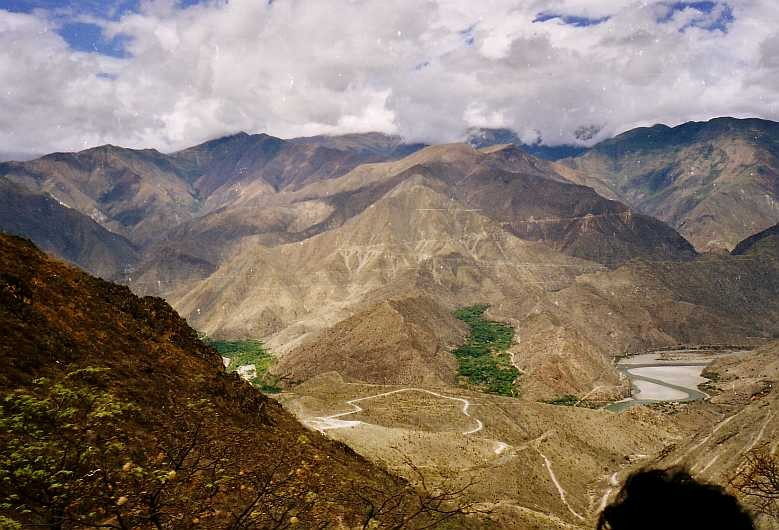
طبيعة نهر مارانيون بين جبال الأنديز

تمنع الأعشاب النهرية، والمنحدرات والتيارات المتهور من مارانيون ان يصبح وسيلة تجارية. عند نقطة منحنى كبيرة يلتقي بنهر تشينتشيبى، الذي ينبع من جنوب الإكوادور. بجنوبه، في جبال قريبة على جانبي مارانيون، تشكل ممرات ضيقة أو بينغ-بونغ مقابلة بطول 56 كيلومترا (35 ميلا)، حيث، إلى جانب العديد من الدوامات، وهناك ما لا يقل عن 35 المنحدرات.